# Retiro (genre)
Pour les articles homonymes, voir Retiro.
Genre
Retiro est un genre d'araignées aranéomorphes de la famille des Macrobunidae.

## Distribution
Les espèces de ce genre se rencontrent en Amérique du Sud, en Amérique centrale et aux Antilles.

## Liste des espèces
Selon World Spider Catalog (version 25.0, 07/03/2024) :
- Retiro crinitus (Simon, 1893)
- Retiro fulvipes (Simon, 1906)
- Retiro granadensis (Keyserling, 1878)
- Retiro gratus (Bryant, 1948)
- Retiro lanceolatus (Vellard, 1924)
- Retiro maculatus Mello-Leitão, 1915
- Retiro nigronotatus Mello-Leitão, 1947
- Retiro plagiatus (Simon, 1893)
- Retiro procerulus (Simon, 1906)
- Retiro quitensis (Simon, 1906)
- Retiro rhombifer (Simon, 1906)
- Retiro roberti (Reimoser, 1939)

## Systématique et taxinomie
Ce genre a été décrit par Mello-Leitão en 1915 dans les Dictynidae. Il est placé dans les Amaurobiidae par Lehtinen en 1967 puis dans les Macrobunidae par Gorneau, Crews, Cala-Riquelme, Montana, Spagna, Ballarin, Almeida-Silva et Esposito en 2023.

## Publication originale
- Mello-Leitão, 1915 : « Algunas generos e especies novas de araneidos do Brasil. » Broteria, vol. 13, p. 129-142.